# 参宿增卅五
獵戶座49，又名BD-07 1142，HD 37507、SAO 132411、HR 1937，是獵戶座的一颗恒星，视星等为4.8，位于銀經211.16，銀緯-19.4，其B1900.0坐标为赤經5h 34m 2.7s，赤緯-7° -19.4′ 7″。